# Хван Єджі
Хван Єджі (кор. 황예지, 黃禮志, англ. Hwang Ye-ji, нар. 26 травня 2000, Сеул, Південна Корея), відома за мононімом як Єджі (кор. 예지,англ. Yeji) — південнокорейська співачка, реперка і танцюристка. Лідерка дівочого корейського поп-гурту Itzy, створеного JYP Entertainment у 2019. Вперше Єджі здобула популярність у Південній Кореї як учасниця шоу The Fan, коли посіла перше місце на пошуковому сервісі Naver.

## Біографія

### 2000—2018: початок кар'єри
Хван Єджі народилася 26 травня 2000 року в Сеулі. Дитинство провела у місті Чонджу, де у 2014 році приєдналася до місцевої танцювальної групи Blue Rump (Jeonju Youth Dance Club). Стала ученицею танцювальної школи Near Art Story на першому році старшої ланки школи.
У грудні 2015 року пройшла прослуховування в JYP Entertainment із піснею Twice «Like Ohh-Ahh».
Вперше з'явилась у серпні 2016 року на шоукейсі JYP Entertainment. У 2017 році разом з майбутніми членами групи Itzy з'явилася в реаліті-шоу Stray Kids у складі предебютної жіночої команди JYP. Наприкінці 2018 року стала учасницею шоу на виживання The Fan на телеканалі SBS, але в п'ятому епізоді вибула, не набравши достатньо балів.

### 2019 — теперішній час: Дебют в Itzy
21 січня на офіційному YouTube каналі JYP Entertainment було викладено фільм-пролог, де були показані усі учасниці. 28 січня та 5 лютого були опубліковані індивідуальні фото-тизери Єджі. Дебют відбувся 12 лютого із сингл-альбомом IT'z Different.

## Дискографія

### Як запрошений виконавець
| Назва                                            | Рік  | Пікові позиції у чартах | Альбом            |
| Назва                                            | Рік  | US World                | Альбом            |
| ------------------------------------------------ | ---- | ----------------------- | ----------------- |
| «Break My Heart Myself» (з Bebe Rexha та Рюджін) | 2022 | —                       | Сингл без альбому |

## Фільмографія

### Реаліті шоу
| Рік  | Назва           | Роль     | Нотатки                                                | Прим.  |
| ---- | --------------- | -------- | ------------------------------------------------------ | ------ |
| 2015 | Second 20s      | Камео    | Поява у 8 та 9 епізодах з вуличною танцювальною групою | [ 8 ]  |
| 2017 | Stray Kids      | Камео    | З'явилася у епізоді з Team Girls                       | [ 9 ]  |
| 2018 | The Fan (더 팬) | Учасниця | Вибула у 5 епізоді                                     | [ 10 ] |